# Patrícia Takako
Patrícia Takako Endo é uma cientista brasileira e professora da Universidade de Pernambuco (UPE), reconhecida por suas pesquisas em inteligência artificial. Ela desenvolveu um modelo inovador que utiliza IA para melhorar o atendimento a gestantes, trabalho pelo qual foi premiada na 7ª edição do programa "Para Mulheres na Ciência". Patrícia também teve suas pesquisas apresentadas em conferências internacionais, consolidando-se como uma referência em tecnologia aplicada à saúde.